# Phragmodiscus arundinariae
Phragmodiscus arundinariae är en svampart som beskrevs av Hansf. 1947. Phragmodiscus arundinariae ingår i släktet Phragmodiscus och familjen Lasiosphaeriaceae.   Inga underarter finns listade i Catalogue of Life.